# Steiger (Automobilhersteller)

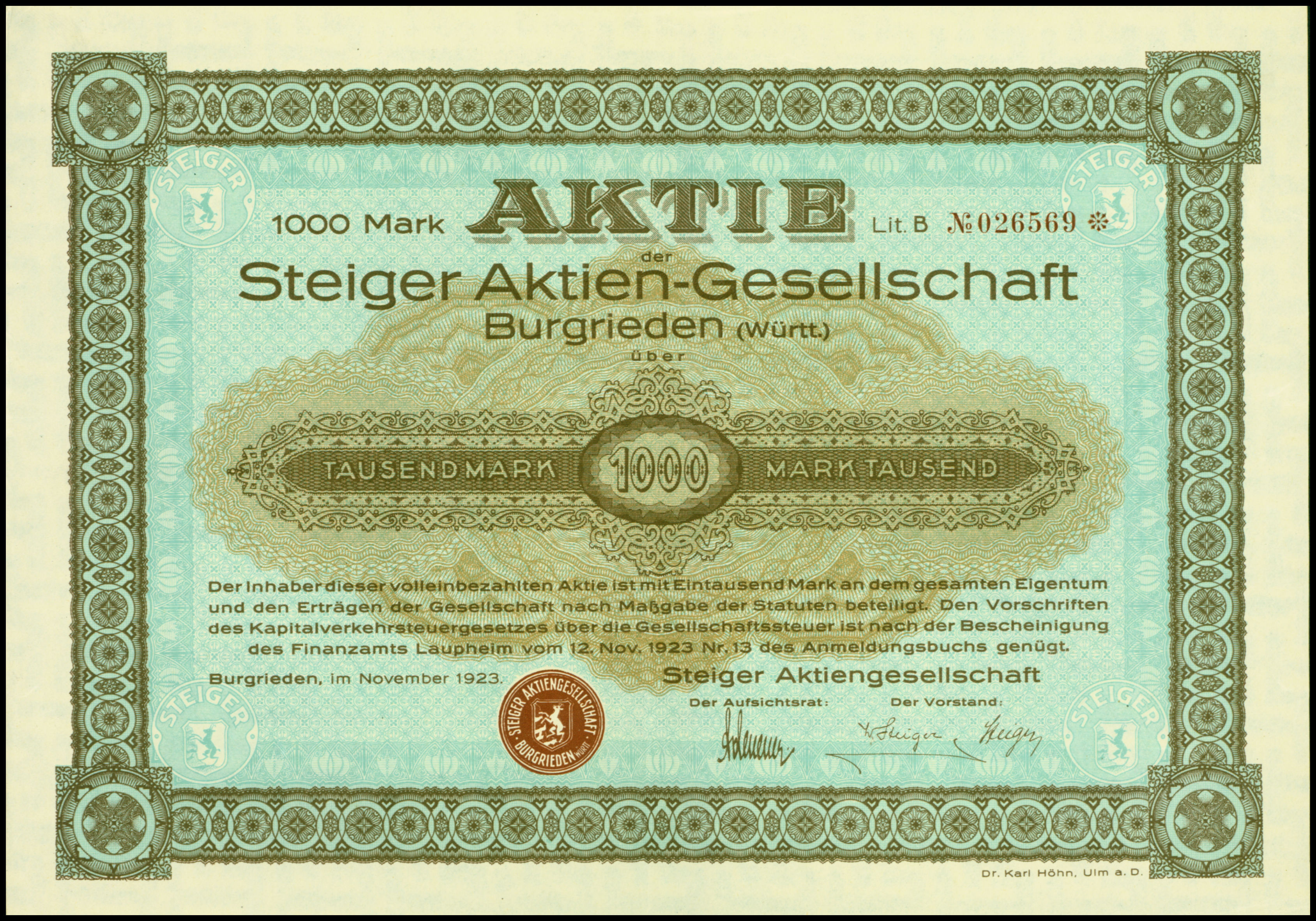
Aktie über 1000 Mark der Steiger AG vom November 1923

Steiger war ein deutsches Unternehmen, das 1914 von dem Schweizer Ingenieur Walther Steiger in Burgrieden bei Laupheim als Maschinenfabrik Walther Steiger & Co. gegründet wurde. 1921 wurde es in eine Aktiengesellschaft unter der Firma Steiger AG umgewandelt. In der kurzen Zeit seines Bestehens wurden circa 1.200 Personen- und Sportwagen hergestellt.

## Anfänge

Steiger Typ 11/55 PS auf dem ehemaligen Firmengelände der Steiger AG (Letztes erhaltenes Exemplar). Fabrikgebäude von Philipp Jakob Manz

Im Ersten Weltkrieg wurden bei Steiger Flugzeuge und Flugmotoren repariert. Ab 1917 beschäftigten sich der Inhaber und sein Konstrukteur Paul Henze bereits mit Kraftfahrzeugen. Ursprünglich planten sie die Herstellung von Ackerschleppern, verlegten sich aber bald auf die Entwicklung von Personenkraftwagen. 1919 kam das erste Modell, der Steiger 10/50 PS, heraus. Der Tourenwagen mit 2,6-l-Vierzylindermotor und 37 kW (50 PS) war zugleich das wichtigste Modell, das auch bis zum Zusammenbruch des Unternehmens 1926 angeboten wurde. Der Motor hatte 2606 cm³ mit 72 mm Bohrung und 160 mm Hub. Die Besonderheit seines modern konzipierten OHC-Motors bestand in wahlweise zuschaltbarer Doppelzündung und in einer Königswelle, die über spiralverzahnte Kegelräder die obenliegende Nockenwelle antrieb. Die Fahrzeuge mit U-Profil-Pressstahlrahmen, zwei blattgefederten Starrachsen und Spitzkühler galten als technisch bemerkenswerteste Neuschöpfung Anfang der 1920er Jahre und als fortschrittlichste deutsche Serienwagen ihrer Zeit.

## Kurze Blüte

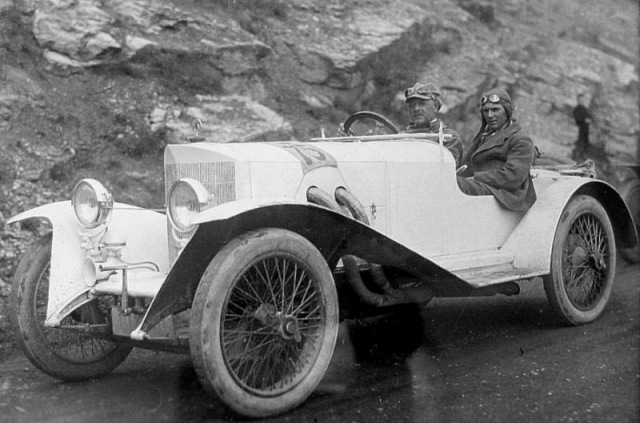
Walther Steiger am Steuer eines Steiger „Sport“ 11/55 PS (ca. 1922)

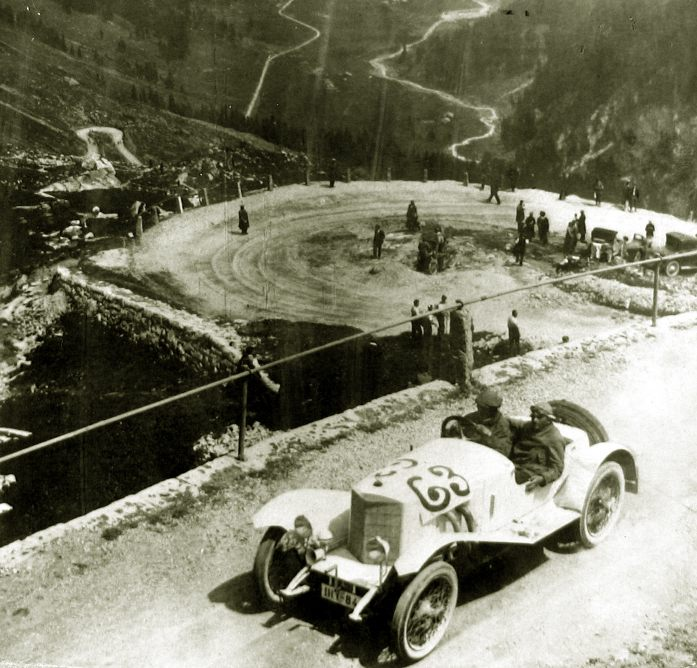
II. Internationales Klausenrennen 1923, Walter Kaufmann auf Steiger „Sport“ 11/55 PS (2. Platz) mit Beifahrer Hans Mensch

Ab 1921 wurden in einem Zweigwerk in Neu-Ulm auch eigene Karosserien gefertigt. 1922 kam ein zweisitziger Roadster mit größerem Motor (2,8 l Hubraum, Leistung 40 kW / 55 PS) heraus, der ab 1924 in einer nochmals stärkeren Variante (2,9 l Hubraum, Leistung 51 kW / 70 PS) geliefert wurde. Die Fahrzeuge brachten es auf eine Höchstgeschwindigkeit von immerhin 140 km/h (100-PS-Rennversionen waren bis zu 180 km/h schnell) und kosteten 18.000 Reichsmark. 1925 erschien der stärkere Tourenwagen Steiger 11/55 PS mit verlängertem Radstand und dem Motor des ersten Sportwagens. Die leistungsstarken Sport- und Rennversionen waren in den 1920er Jahren bei zahlreichen Autorennen (Solitude, AVUS, Eifelrennen, Klausenrennen, Monza, Targa Florio) erfolgreich.
Anfang der 1920er Jahre war die Firma Steiger sogar mit einem Verkaufsbüro in den USA vertreten. Die Adresse in Manhattan: Steiger Motor Car Co., Inc – 134 W 52nd St, New York City.
Zeitweise beschäftigte der Betrieb in Burgrieden und Neu-Ulm bis zu 500 Arbeiter und Angestellte. Trotz seiner hochklassigen Produkte, die in vielerlei Hinsicht mit Bugatti verglichen wurden, musste das Unternehmen im Zuge der Automobilkrise 1926 Konkurs anmelden, bis dahin entstanden rund 1.200 Fahrzeuge.

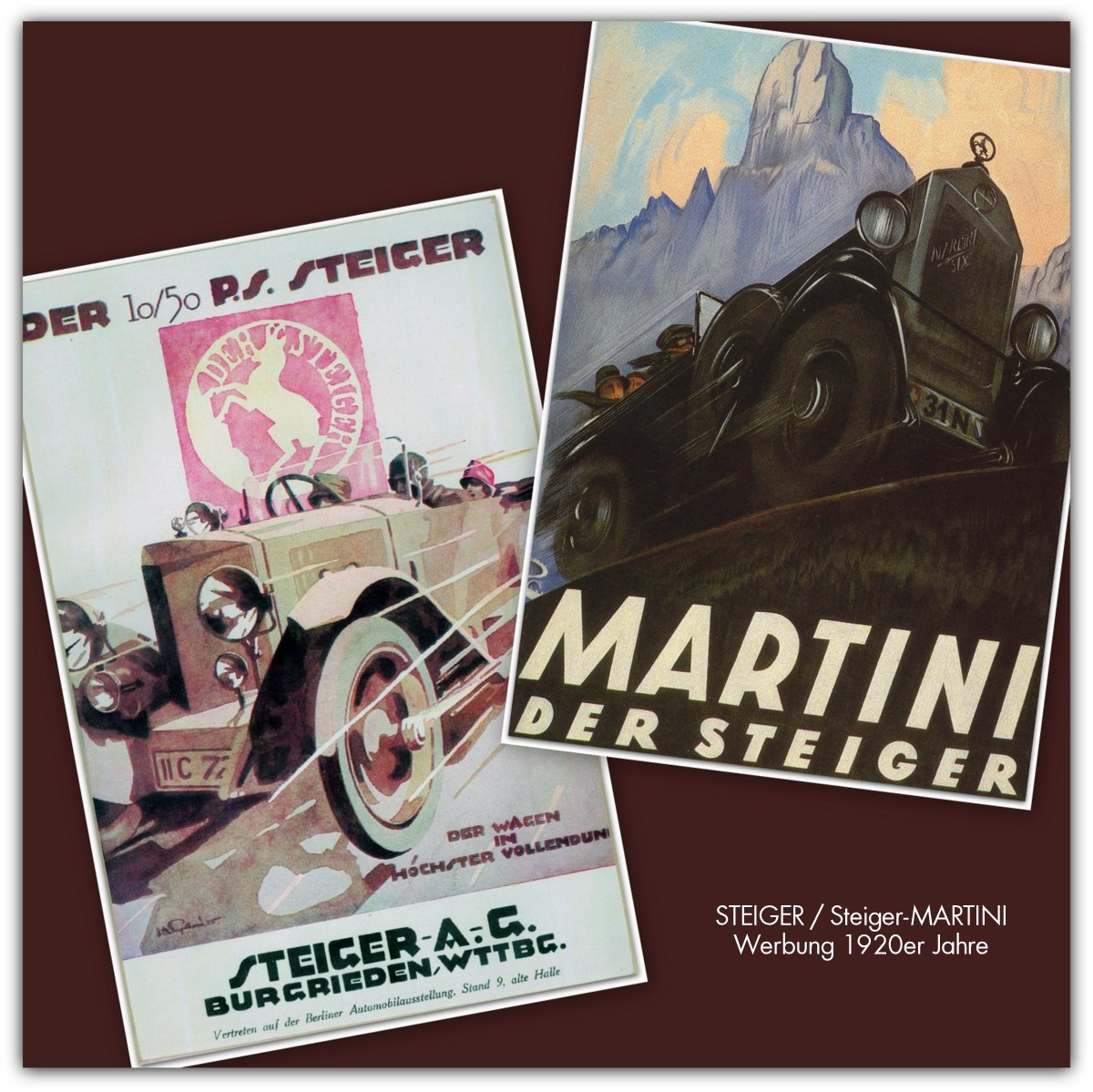
Steiger- und Steiger-Martini-Werbung 1920er Jahre

Steiger Automobile
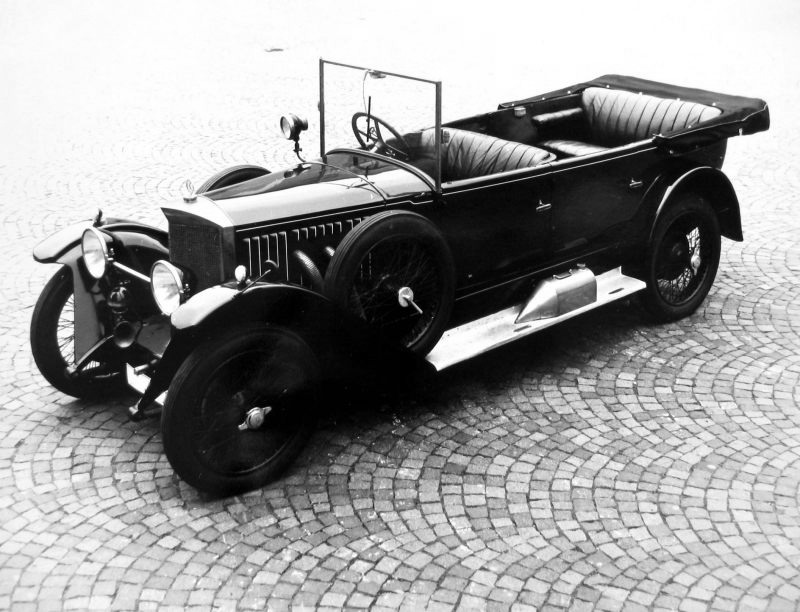
Steiger 11/55 PS (1925)
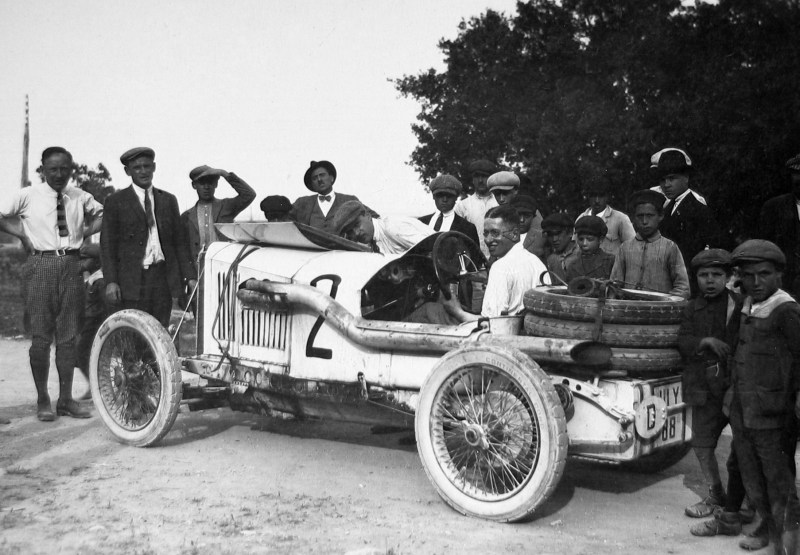
Ing. Walter Kaufmann im Steiger Rennwagen, Typ Targa Florio
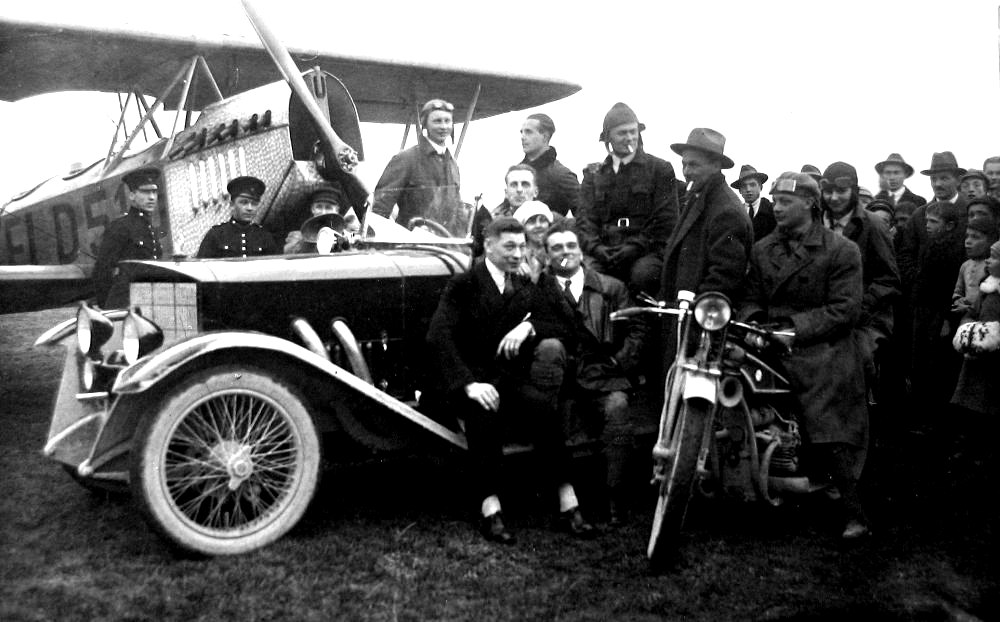
Blickfang am Flugfeld – Steiger 10/50 PS (1922)
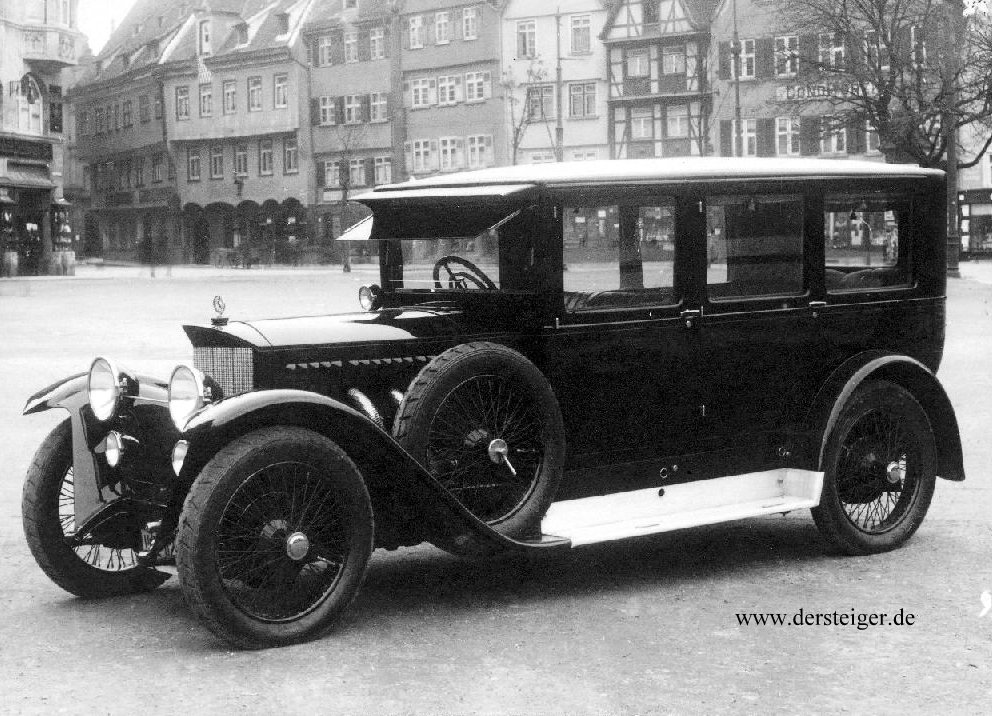
Steiger 11/55 Pullman (1925)  Ulm, Nördl. Münsterplatz
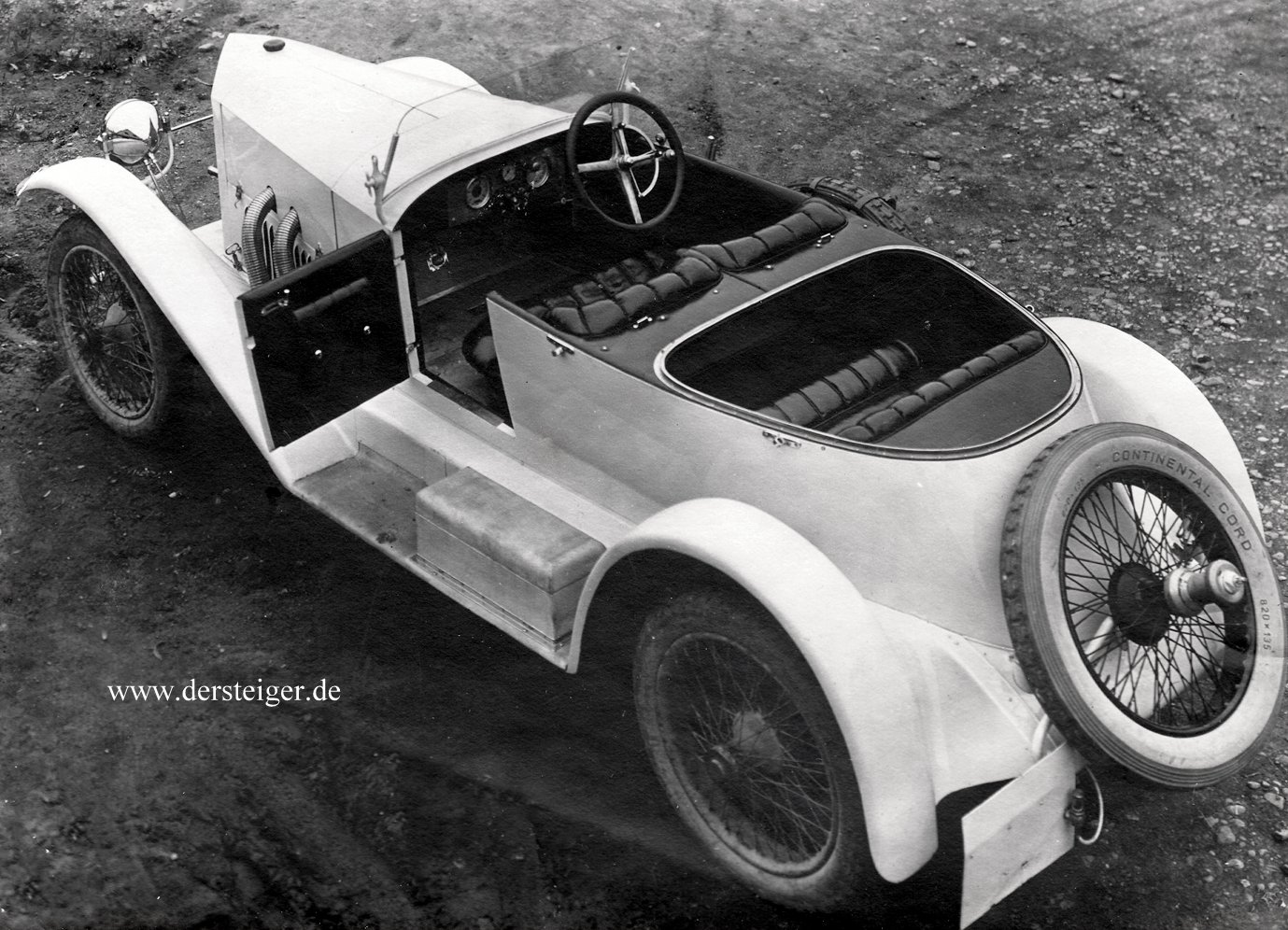
Steiger 10/50 Sport (Roadster, 1921)
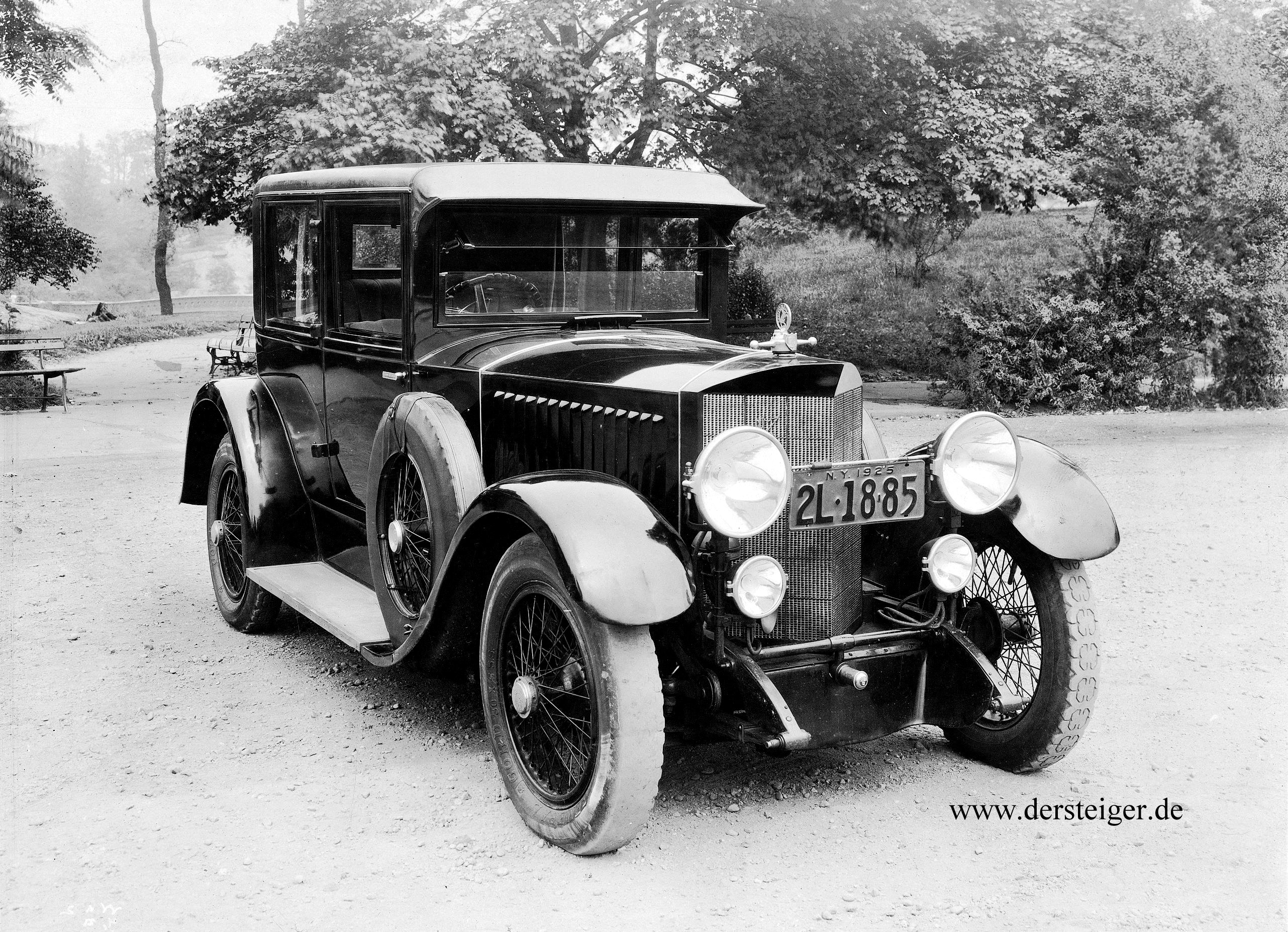
Steiger 10/50 Coupé US-Export-Modell (New York / 1925)

## PKW-Modelle
| Typ                    | Bauzeitraum | Zylinder | Hubraum  | Leistung      | Vmax     |
| ---------------------- | ----------- | -------- | -------- | ------------- | -------- |
| Steiger 10/50 PS       | 1920–1926   | 4 Reihe  | 2604 cm³ | 37 kW (50 PS) | 95 km/h  |
| Steiger Sport 11/55 PS | 1922–1924   | 4 Reihe  | 2826 cm³ | 40 kW (54 PS) | 128 km/h |
| Steiger Sport 12/70 PS | 1924–1926   | 4 Reihe  | 2902 cm³ | 51 kW (69 PS) | 140 km/h |
| Steiger 11/55 PS       | 1925–1926   | 4 Reihe  | 2826 cm³ | 40 kW (54 PS) | 100 km/h |

## Steiger-Martini

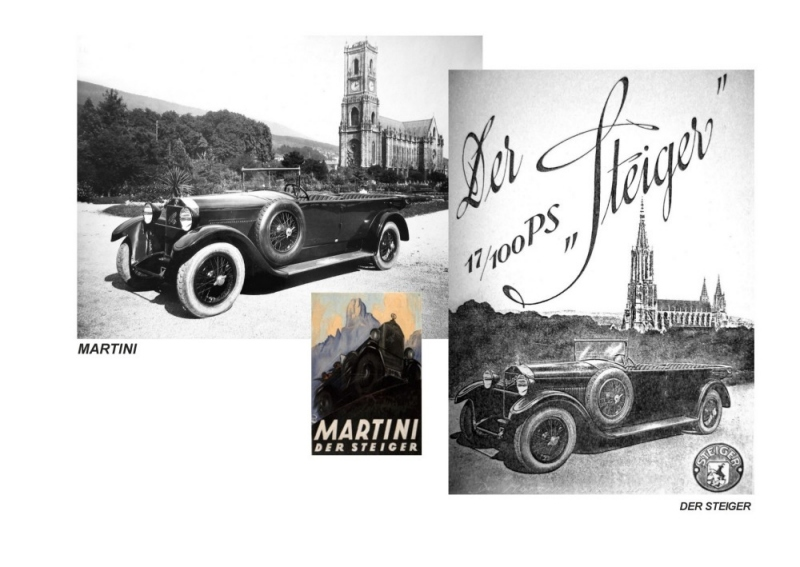
Martini-Six (CH) – 17/100 PS Steiger-Martini (D)

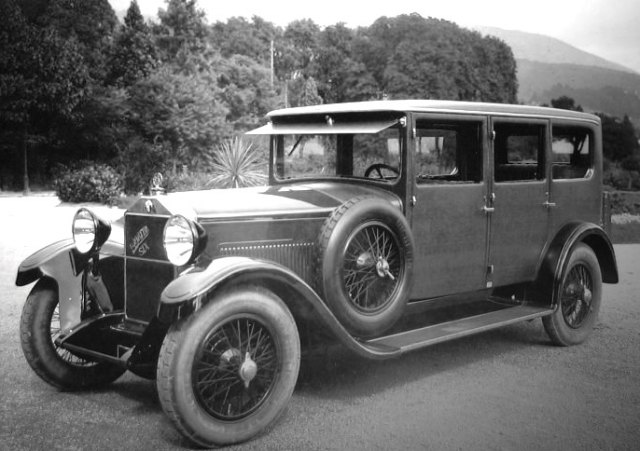
Martini-Six, Pullman (1927)

Walther Steiger ging nach der Liquidation seines Unternehmens zum Schweizer Automobilhersteller Martini, bei dem er und sein Bruder Robert seit 1924 die Aktienmehrheit hielten, und brachte dort u. a. ein 70 kW (95 PS) starkes Sechszylindermodell heraus. Der luxuriöse Wagen mit 4,4-l-Motor, der in der Schweiz als Martini-Six auf den Markt kam, wurde in Deutschland unter dem Namen Steiger-Martini 17/100 PS angeboten.
Wie zuvor bei Steiger wurden auch bei Martini verschiedene Rennversionen entwickelt, mit denen man zum Teil spektakuläre Erfolge erzielte (z. B. zweimal die ersten vier Plätze beim Klausenrennen 1929). Die in sorgfältiger Einzelfertigung hergestellten Fahrzeuge konnten sich jedoch auf Dauer nicht gegen die zunehmend billigere Großserien-Konkurrenz aus Deutschland, Frankreich und den USA behaupten. Das Ende der traditionsreichen Marke war unabwendbar, am 12. Juni 1934 verließ der letzte Martini die Werkshallen in Saint-Blaise am Neuenburgersee.